# بريانكا ارول موهان
بريانكا أرول موهان من مواليد 20 نوفمبر 1994و هيا ممثلة هندية تظهر بشكل أساسي في أفلام التاميل والتيلجو . ثم ظهرت لأول مرة في التمثيل مع فيلم الكانادا ولعبت كذلك دور السيدة الرائدة في فيلم التيلجو والأفلام التاميلية دوكتور و دون.

## وقت مبكر من الحياة
ولدت بريانكا في 20 نوفمبر 1994 في تشيناي ، تاميل نادو . وولدت في عائلة التاميل براهمين . والدها تاميلي وأمها كاناديجا .

## وصلات خارجية
- بريانكا ارول موهان على موقع IMDb (الإنجليزية)
- بريانكا ارول موهان على موقع قاعدة بيانات الفيلم (الإنجليزية)